# Nancy Kemp-Arendt
Nancy Kemp-Arendt (Esch-sur-Alzette, 22 mei 1969) is een Luxemburgs triatlete en zwemster uit Mondercange. In 1996 stond won ze de Europese beker triatlon.

## Biografie
Als nationaal zwemster deed in 1988 mee aan de Olympische Spelen van Seoel. Op de 100 m vrije slag en de 200 m vrije slag sneuvelde ze hier in de kwalificatieronde met respectievelijk: 1.14,99 en 2.40,78.
Kemp-Arendt deed in 2000 mee aan de Olympische Zomerspelen van Sydney op het onderdeel triatlon en behaalde een tiende plaats in een tijd van 2:03.14,94.
Sinds 1996 is ze lid van het Luxemburgse parlement.

## Titels
- Luxemburgs Sportvrouw van het Jaar

1987, 1989, 1995, 1996, 1997, 2000

## Belangrijke prestaties

### zwemmen
- 1988: 29e OS (100 m borstcrawl) - 1:14.99
- 1988: 31e OS (200 m borstcrawl) - 2:40.78

### triatlon
- 1995: 13e WK olympische afstand in Cancún - 2:08.57
- 1996:  Europese beker
- 1996: 10e WK olympische afstand in Cleveland - 1:54.33
- 1996: 4e EK olympische afstand
- 1997: 24e WK olympische afstand in Perth - 2:04.27
- 1998: 10e Wereldbekerwedstrijd in Sydney
- 1999: 44e WK olympische afstand in Montreal - 2:01.58
- 2000: 10e Olympische Spelen in Sydney - 2:03.14,94
- 2000: 7e Wereldbekerwedstrijd in Hongarije